# ブリスシンボル
ブリスシンボル（英語: Blissymbols or Blissymbolics）は、表意的な表記体系として考案された。ブリスシンボルを構成する数百の基本的な記号は各々が概念をあらわし、それらを互いに組み合わせることで新しい概念を表現する新しい記号を生成できる。ブリスシンボルは文字がいかなる音声言語の音声にもまったく対応しないという点で、世界の主要な表記体系のいずれとも異なる。
ブリスシンボルが非音声言語の一種であるかどうかは、その実際の用途が何であれ、議論の余地がある質問である。ジョン・デフランシス (The Chinese Language 1984, Visible Speech 1989) やJ・マーシャル・アンガー (Ideogram 2004) などの一部の言語学者は自然言語と同じ潜在能力を有した純粋な表意文字体系は存在しないと主張してきた。

## 歴史
ブリスシンボルは第二次世界大戦後、チャールズ・K・ブリス (1897-1985) によって発明された。ブリスは、同じ言語を話さない人々の間で意思疎通を可能にするために学習が容易な国際補助語の作成を望んでいた。彼はナチスのユダヤ人迫害から難民として上海に逃れていたときに慣れ親しんでいた漢字から着想を得た。彼の体系ワールド・ライティングは彼の著作Semantography (1949) で説明されている。この本は意思疎通を容易にするという彼の夢想的な構想のための言語構造と語彙を説明しているが、人気を集めるには至らなかった。
しかし、1960年代から、ブリスシンボルは脳性麻痺や他の疾患により言葉が話せず、音声言語では意思疎通ができない人々にとっての補助・代替コミュニケーション (AAC) の手段として有名になった。ブリスシンボルの熟練者（すなわち、言語療法士と利用者）は、ブリスシンボルで意思疎通を行う学習をしてきた利用者が地域の音声言語の伝統的な正書法の読み書きを学ぶのはブリスシンボルを知らなかった利用者より容易な場合があることを発見したと主張し続けている。

## 団体
ブリスシンボルが最初に使われたのは、1971年にカナダ、トロントのオンタリオ障害児センター（OCCC, 現Bloorview-MacMillan Children’s Centre）で児童の補助をするためであった。児童に首尾一貫した図形を見せることが重要であったため、OCCCはジム・グライスという名前の製図技師を雇い、記号を書かせた。一貫性を保つため、チャールズ・K・ブリスとマルグリット・ビーズリーの両方がOCCCでグライスと一緒に作業した。1975年、Shirley McNaughton監督によるブリスシンボル・コミュニケーション財団という名の新しい組織がこの努力を指導した。時とともに、この組織は名前をブリスシンボル・コミュニケーション協会、イースター・シール・コミュニケーション協会と変えていき、最終的にブリスシンボル・コミュニケーション・インターナショナルという名前になった。
ブリスシンボル・コミュニケーション・インターナショナル（英語: Blissymbolics Communication International; BCI）は、ブリスシンボル言語の標準化に関する権威として活動している人々の国際的な集団である。彼らはブリスシンボル言語に必要なあらゆる維持作業のみならず、言語のあらゆる拡張についても責任を引き受けた。BCIは1971年以降、言語の使用方法を補助・代替コミュニケーションのために調整してきた。BCIは1975年と1982年に、チャールズ・K・ブリスとの法的な契約を通してライセンスと著作権を受け取った。ブリス文字の数（現在およそ900）を制限することは利用者の意思疎通を助ける上で非常に有益である。コンピュータのようなテクノロジーを使ってブリスシンボルを実装する助けにもなる。

## 例
以下はブリスシンボルの例である。

私は映画館へ行きたい
しかし、この画像はあまり正確ではない。語句「映画館へ」の「へ」という概念に対応する記号がない。この概念に対応するブリスシンボルは > であり、映画館を表す記号の「家/建築物」の部分の前に置かれるべきである。